# Aunay-les-Bois
Aunay-les-Bois é uma comuna francesa na região administrativa da Normandia, no departamento Orne. Estende-se por uma área de 8,57 km². Em 2010 a comuna tinha 140 habitantes (densidade: 16,3 hab./km²).